# Hamburgs hamn

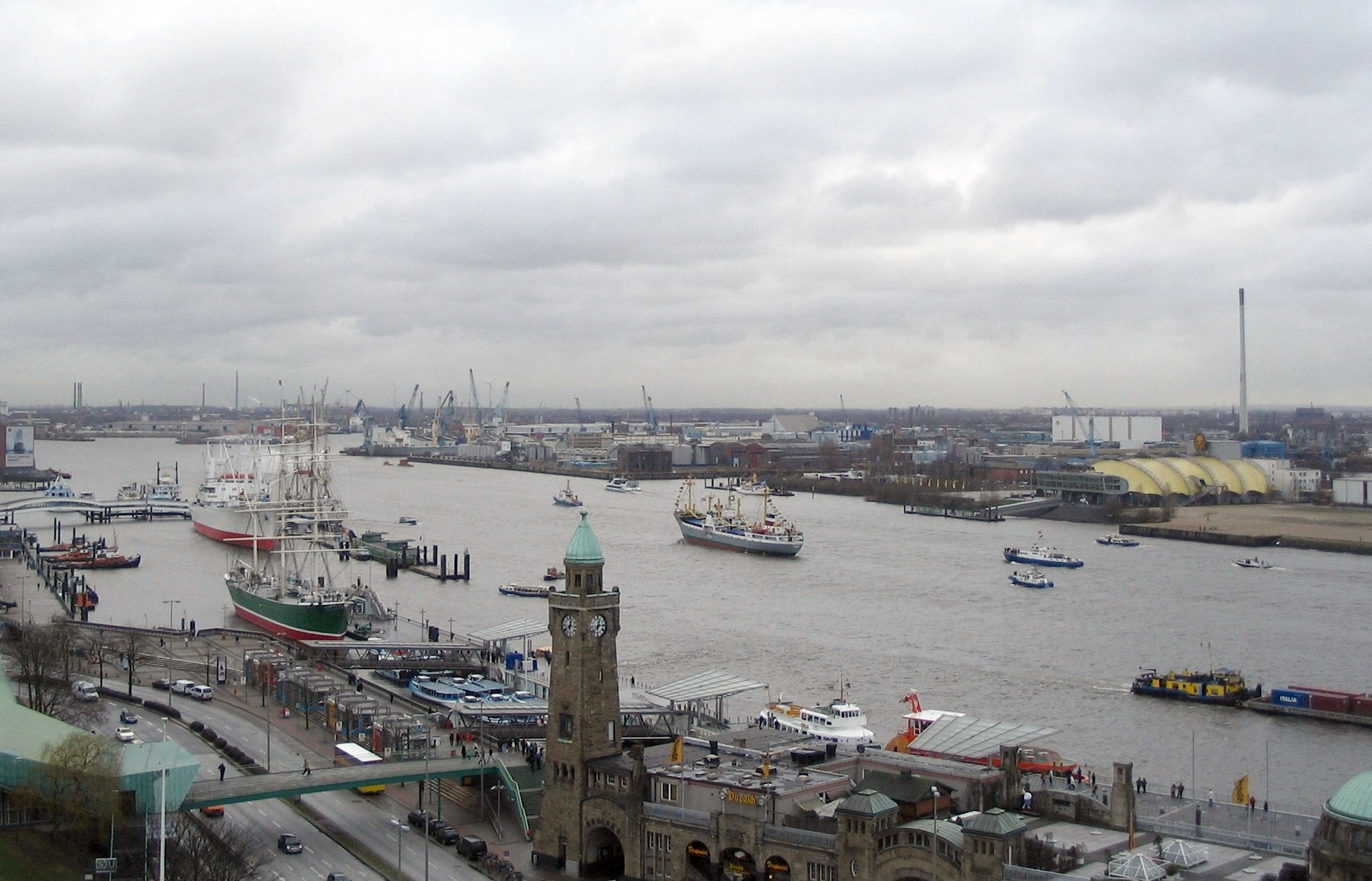
Hamburgs hamn

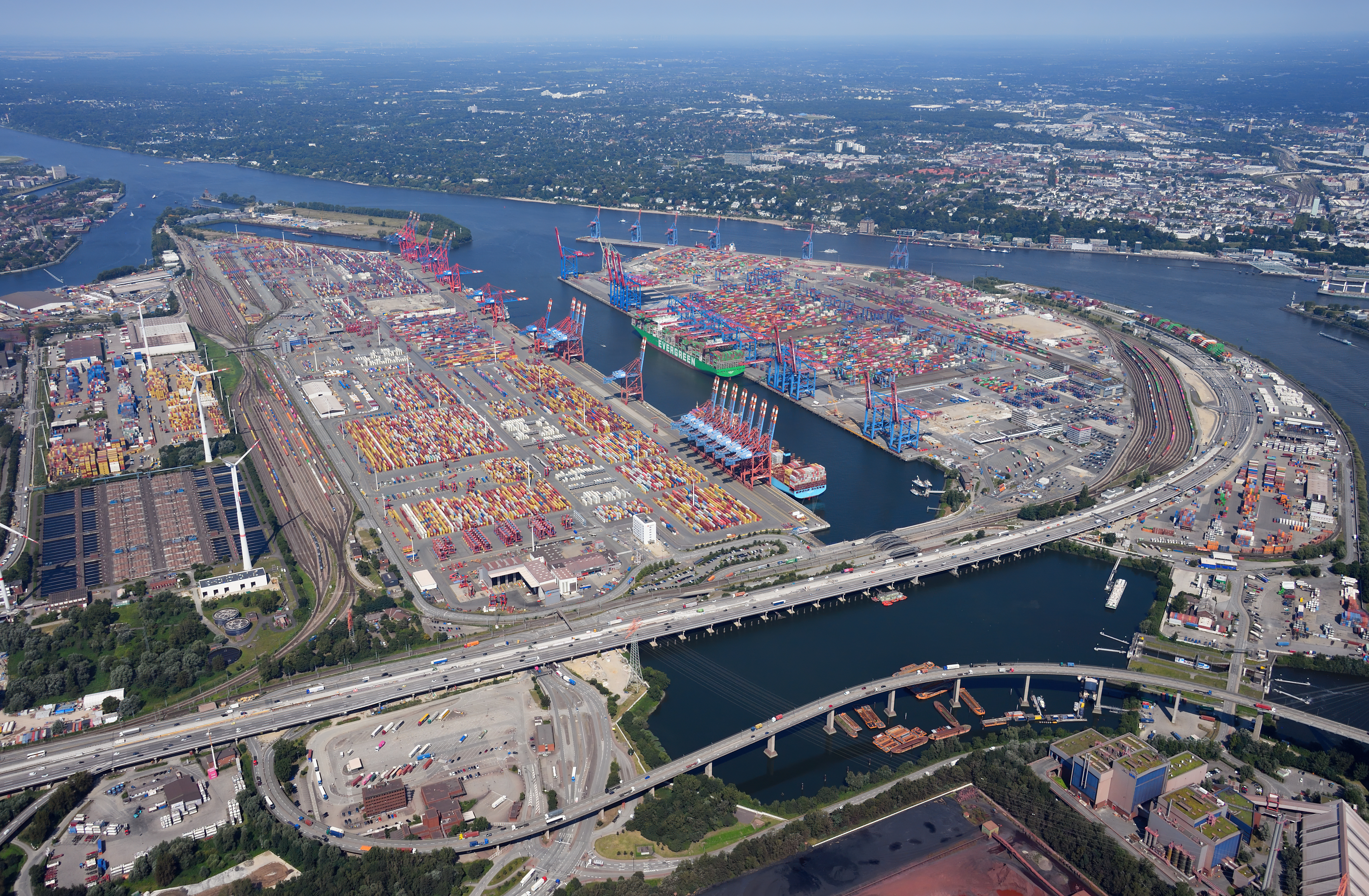
Flygbild över containerterminalerna Eurogate och Burchardkai.

Hamburgs hamn (Hamburger Hafen) är med sina 7 236 hektar Tysklands och efter Rotterdam och Antwerpen Europas tredje största hamn. Den har fyra containerterminaler och är efter Rotterdam Europas näst största containerhamn. 

## Historia
Hamburg med sitt läge vid Elbe har genom århundradena varit Tysklands och en av Europas viktigaste hamnstäder. Hamnen grundades av Fredrik I 1189 och har varit en av Centraleuropas viktigaste hamnar under århundraden och varit anledningen till Hamburgs position som ledande stad inom handel. Här återfinns också stora varvs- och rederikoncerner som Blohm+Voss och Hapag-Lloyd.
Från slutet av 1800-talet och framåt industrialiserades även staden vilket bidrog till en snabb tillväxt. Hamburgs hamn låg relativt långt inne i landet som en följd av Elbes farbarhet, vilket bidrog till utvecklingen. 1888 skapades en frihamn och senare kom Tjeckoslovakien att ha sin exporthamn i Hamburg. Idag har Tjeckien export från Moldauhafen. Under andra världskriget skadades staden och inte minst hamnen svårt. Under 1950-talet blev hamnen fullt återuppbyggd och moderniserad. Efterkrigstiden ledde till en stor förlust av Hamburgs östra omland, i och med att det dåvarande Östtyskland (DDR) låg knappt fem mil öster om staden. 
Införandet av RoRo-fartyg och containertransporter på 1960-talet revolutionerade lastning och lossning i världens hamnar. I Hamburg flyttades containerhanteringen till modernare kajer längre nedströms Elbe. Den gamla hamnen i centrala Hamburg användes i många år för olika former av godshantering men minskade i betydelse. På 1990-talet beslöts att det centrala hamnområdet istället skulle utnyttjas för stadsbebyggelse. Huvuddelen av hamnverksamheten har flyttat nedströms vilket lämnat plats för utvecklingen av HafenCity i de gamla hamnkvarteren mer centralt i staden.
Stadens hamn har fortsatt att vara en av världens viktigaste hamnar, inte minst för den skandinaviska trafiken, och år 2005 slogs nytt rekord när det gällde godshantering om 8,9 miljoner TEU. 